# Yadrián Escobar
Yadrián Escobar Silva (12 de julho de 1988) é um voleibolista profissional cubano. Atua como oposto.

## Carreira
Yadrián Escobar começou sua carreira no Cienfuegos em 2008, por onde passou 5 temporadas.
Em 2014, transferiu-se para o Minas Tênis Clube, ele jogou por duas temporadas e com destaques terminou as respectivas superligas como o maior pontuador.
Ele teve uma passagem rápida pelo Al-Arabi onde se sagrou campeão da Copa do Catar.
Em 2016, transferiu-se para o Suntory Sunbirds, time da V.Premier League do Japão, onde jogou por duas temporadas.
Novamente retornou para America do Sul e passou a jogar pelo Bolívar da Argentina.
No meio de 2019, transferiu-se para Turquia onde jogou pelo Ziraat Bankası.
Após passagem pela Turquia retornou ao voleibol brasileiro e assinou com o Minas por onde já tinha jogado.
Dando continuidade na carreira assinou com o  CV Guaguas, da Espanha em 2021.
No final de 2023, foi contratado pelo Araguari Volei para disputa da Superliga. Em 23 de janeiro de 2024, marcou 30 pontos em uma partida contra o Minas.

## Títulos
Clubes
Copa Qatar:
- 2015

Campeonato Argentino:
- 2019

Campeonato Brasil:
- 2021

## Premiações individuais
- 2015: Maior pontuador Superliga Brasileira na temporada 2014/2015
- 2016: Maior pontuador Superliga Brasileira na temporada 2015/2016